# Liste der Kulturdenkmale in Dreiheide
In der Liste der Kulturdenkmale in Dreiheide sind die Kulturdenkmale der sächsischen Gemeinde Dreiheide verzeichnet, die bis April 2020 vom Landesamt für Denkmalpflege Sachsen erfasst wurden (ohne archäologische Kulturdenkmale). Die Anmerkungen sind zu beachten.
Diese Aufzählung ist eine Teilmenge der Liste der Kulturdenkmale im Landkreis Nordsachsen.

## Großwig
| Bild           | Bezeichnung                                                                                                | Lage                            | Datierung | Beschreibung | ID       |
| -------------- | --- | ------------------------------- | --- | --- | -------- |
| Weitere Bilder | Kirche (mit Ausstattung), Kirchhof und Einfriedung sowie Denkmal für die Gefallenen des Ersten Weltkrieges | Dorfstraße (Karte)              | 13. Jahrhundert (Kirche); um 1704 (Kirchenausstattung); bezeichnet mit 1704 (Empore); 1923 (Glocke); 1931 (Glocke) | Frühgotischer, verputzter Bruchsteinbau, baugeschichtlich, kunstgeschichtlich und ortsgeschichtlich von Bedeutung. - Kirche: einschiffige (ursprünglich dreischiffige Pfeiler-Basilika) Chorturmkirche mit angebautem 3/8-Chor, Chorturm aus Fachwerk (mit Backstein verblendet), Rundbogenfenster mit Oberlicht-Sprossen, rechteckiger Chorturm mit Satteldach, Biberschwanzdeckung, Wetterfahne, im Glockengeschoss Segmentbogenfenster, giebelseitig rechteckiges Ziffernblatt der Uhr, an der Nordseite kleine romanische Rundbogenfenster (ehemals Obergaden), an Südseite große Rundbogenfenster, nordseitig rundbogiges Stufengewände, an der Nordseite des Chores Spitzbogenportal, an der Südseite des Chores angebaute Sakristei (von 1959) mit Pultdach, an der Nordwand drei vermauerte spitzbogige Arkaden und Kämpferplatten der Pfeiler erkennbar sowie Obergadenfenster, Rechteckfenster - Innenraum: einfache Kassettendecke, Spitzbögen zwischen Saal, Turmuntergeschoss und Chor, schlichte, dreiseitige Holzemporen bezeichnet mit 1704 (Kartusche), schlichte Kanzel aus dem 17. Jahrhundert, gedrungener romanischer Taufstein (überarbeitet) - Kriegerdenkmal Erster Weltkrieg: quadratischer Sandsteinsockel, Granit-Inschrift-Tafel (neu, später auch Zweiten Weltkrieg) „Im Gedenken an die Opfer des Ersten und Zweiten Weltkrieges der Gemeinde Großwig“, darüber quadratische Stele mit pyramidalem Abschluss, Relief Eisernes Kreuz | 09286400 |
| Weitere Bilder | Gutshaus des Kammerguts Großwig                                                                            | Dorfstraße 36 (Karte)           | Schlussstein bezeichnet mit 1739                                                                                   | Heute Kindergarten und Schwesternstation, barocker Putzbau mit jüngerem Eingangsportal, baugeschichtlich und ortsgeschichtlich von Bedeutung. Zweigeschossig, massiv, Fensterfaschen und Ecklisenen, Rechteckfenster, Kreuzstockfenster, Holztraufkasten, abgewalmtes Mansarddach, Biberschwanzdeckung (erneuert), Sattel-Dach-Gaupen, traufseitig dreiachsiger eingeschossiger Eingangsvorbau mit Balkon, originale Eingangstür (um 1900) von Säulen gerahmt, innen Holzvertäfelung, originales Treppenhaus mit Brettdocken (von 1910) und originale Zimmertüren mit Beschlagwerk (barock), insgesamt denkmalgerecht saniert. | 09286398 |
| Weitere Bilder | Bockwindmühle mit Mühlentechnik, dazu Brunnen (Hübner's Mühle)                                             | Torgauer Straße 2 (bei) (Karte) | 1845–1847 Wiederaufbau (Mühle); bezeichnet mit 1823 (Brunnen)                                                      | Mit vollständiger Ausstattung seltenes Beispiel für die von Windkraft betriebenen Müllerei vor allem seit dem Anfang des 18. Jahrhunderts, technikgeschichtlich bedeutend, zudem als Landmarke landschaftsgestalterisch bedeutend | 09286399 |

## Süptitz
| Bild           | Bezeichnung | Lage                       | Datierung                                                                            | Beschreibung | ID       |
| -------------- | --- | -------------------------- | ------------------------------------------------------------------------------------ | --- | -------- |
|                | Denkmal für die Gefallenen des Ersten Weltkrieges | Bergstraße (Karte)         | Nach 1918                                                                            | Von ortshistorischer Bedeutung. Sandsteinstele, Eisernes Kreuz, Relief und Schwert und Eichenlaub-Relief, Inschrift „Zum Gedenken an die Opfer des 1. u. 2. Weltkrieges sowie allen unbekannten Gefallenen gewidmet von der Gemeinde Süptitz“. | 09286413 |
| Weitere Bilder | Nördliches Wohnhaus mit angebautem Seitengebäude und östliches Auszugshaus mit angebautem Seitengebäude eines ehemaligen Vierseithofes (Storchenhof) | Dorfstraße 12 (Karte)      | Um 1800 (Wohnhaus); 2. Hälfte 19. Jahrhundert (Seitengebäude); um 1900 (Auszugshaus) | Größte Hofanlage des Dorfes (ehemals mit Brennerei), Wohnhaus mit verputztem Fachwerkobergeschoss, baugeschichtlich, ortsgeschichtlich und wirtschaftsgeschichtlich von Bedeutung. - Wohnhaus: zweigeschossig, Obergeschoss Fachwerk, verputzt, Ziegelstein-Sohlbänke, profilierte Holztraufe, Satteldach (Betonziegel), traufseitig Eingang mit Treppenaufgang - giebelseitig anschließender Stall: mit Drempel (Ziegelstein-Bau), Satteldach mit zwei Zwerchhäusern (mit Ladeluke), Sandstein-Türgewände, Segmentbogenfenster - im Winkel zum Wohnhaus gelegene Stallscheune mit Auszugshaus (Ostseite): zweigeschossiges Auszugshaus, Ziegelstein, verputzt, originale Putzgliederung (Gesimsbänder, genutete Faschen), Rechteckfenster mit Zahnschnitt-Sohlbänken, alle Fenster Sandstein-Eckquaderung, hofseitig zwei Eingänge, zweigeschossige Stallscheune aus Ziegelstein, verputzt, Holztore, im Obergeschoss Ladeluken, Satteldach (Krempziegel), Abrissgenehmigung der Scheune bereits verjährt - Einfriedung: Bruchsteinmauer, Tor aus quadratischen Sandstein-Pfeilern mit Kunststein-Aufsatz (Quaderung), zweiflügeliges Holztor - gegenüber dem Wohnhaus liegendes ehemaliges Brauereigebäude (Südseite, Ende 19. Jahrhundert, bis 1960er Jahre als Brennerei genutzt, Abbruch vor 2009): eingeschossig mit Drempel, Bruchsteinbau und Ziegelstein (im Drempel), verputzt, Satteldach, Biberschwanzdeckung, mittig Ziegelstein-Schornstein (nach oben sich verjüngend), eiserne Zuganker, Segmentbogenfenster mit Holzläden, genutetes Gesimsband, hofseitig Zwerchhaus mit Ladeluke, Holztore - im Winkel zum Wohnhaus gelegene Scheune (Westseite, Abbruch vor 2009): eingeschossig, Ziegelstein, verputzt, drei große rechteckige Holztore, ein Segmentbogen-Holztor, Putzgliederung (Gesimsbänder, Faschen) | 09286412 |
|                | Gasthaus „Zum Alten Fritzen“ mit Anbau und Scheune                                                                                                   | Dorfstraße 20 (Karte)      | Um 1890                                                                              | Putzbau mit aufwändiger Gliederung, baugeschichtlich und ortsgeschichtlich von Bedeutung. - Gasthaus über L-förmigem Grundriss: zweigeschossig, massiv, verputzt, mit originaler Putzgliederung (profiliertes Sohlbank- und Gurtgesims, Faschen), Rechteckfenster mit Schlussstein und Fensterfaschen, rechteckiger Eingang von Pilastern flankiert mit Dreiecksgiebel, originale Eingangstür mit Oberlicht, profilierte Traufe, Satteldach (Falzziegel) - Scheune: eingeschossig, massiv, verputzt, Satteldach, Biberschwanzdeckung und Falzziegel, Giebel verbrettert | 09286410 |
| Weitere Bilder | Kirche mit Ausstattung und acht Grabmale auf dem Kirchhof                                                                                            | Schulstraße (Karte)        | 13. Jahrhundert, bezeichnet mit 1257 (in Wetterfahne); 18./19. Jahrhundert (Grabmal) | Romanische Saalkirche, baugeschichtlich, kunstgeschichtlich und ortsgeschichtlich von Bedeutung. - Kirche: einschiffige Westturmkirche mit Satteldach (Beton-Krempziegel), eingezogener dreiseitig geschlossener Chor, traufseitig massive Strebepfeiler, dazwischen Segmentbogenfenster, Westturm auf querrechteckigem Grundriss (Querriegel), im Glockengeschoss Spitzbogenfenster (gekuppelt), sonst schießschartenähnliche schmale Rechteckfenster, Satteldach und Wetterfahne, am Saal Korbbogenfenster, an der Südseite rund- und spitzbogiger Eingang, Holztür mit Beschlagwerk, Sakristei über trapetzförmigem Grundriss vor der Südostseite, Vorhangbogenfenster (Anfang 16. Jahrhundert), innen barock veränderter Saal, flach gedeckt mit Unterzug, dreiseitige hölzerne Orgelempore mit konvex gerundeter Brüstung, spitzbogiger Triumphbogen, Holzkanzel (17. Jahrhundert), klassizistischer Holzaltar, Altargemälde (nach Raffael) in hölzerner Ädikularahmung (um 1800), von Pilastern gerahmt, Kreuzgratgewölbe Südsakristei, kelchförmiger Taufstein (Anfang 17. Jahrhundert) - auf dem Friedhof zehn Grabsteine (18./19. Jahrhundert): - Grabstein (19. Jahrhundert), aufrecht stehende, rechteckige Grabplatte mit geohrtem Relief - drei barocke Grabsteine aus Sandstein (doppelte Kartuschen) und ein klassizistischer Grabstein mit Dreiecksgiebel - zwei Sandstein-Grabsteine 19. Jahrhundert, a) mit Skulptur einer Trauernden am Kreuz und b) Baumimitation - barocker Grabstein an der Südwestwand der Kirche (18. Jahrhundert) - vier Grabsteine (18./19. Jahrhundert) - klassizistischer Grabstein( aus der Mitte des 19. Jahrhunderts) | 09286414 |
| Weitere Bilder | Pfarrhaus | Schulstraße 3 (Karte)      | Um 1920                                                                              | Zeittypischer Putzbau mit markantem Klinkersockel und Holzveranda, baugeschichtlich und ortsgeschichtlich von Bedeutung. Eingeschossig, massiv, roter Klinkersockel (Keller), Rechteckfenster mit Fensterläden (Fenster erneuert), giebelseitig niedriger eingeschossiger Anbau mit Satteldach (Krempziegel), traufseitig zum Friedhof hin hoher zweiläufiger Treppenaufgang, Eingang von Klinkerpfeilern gerahmt, darüber Zwerchhaus mit Satteldach, sonst insgesamt auch Satteldach mit Biberschwanzdeckung, vordere Giebelseite mit hölzernem Altan und Balkon, im Giebeldreieck Halbrundfenster. | 09286415 |
| Weitere Bilder | Denkmal zum Andenken an die Schlacht auf den Süptitzer Höhen (1760)                                                                                  | Trossiner Straße (Karte)   | Bezeichnet mit 1860                                                                  | Geschichtlich von Bedeutung. Auf der Anhöhe der Süptitzer Höhen gelegenes Denkmal, breit gelagerter Treppensockel, darüber Sandsteinquader mit zwei gusseisernen Inschrifttafeln (Inschrifttafel vorn „Zum Andenken der vor hundert Jahren hier gefallenen tapferen Krieger“, und an der Rückseite „Von Patrioten des Krieges der Stadt und der Garnison Errichtet Torgau am 3ten November 1860. restauriert 1992“), darüber Sandsteinsäule mit Eierstab-Kapitell, darüber gekrönter Adler mit ausgebreiteten Flügeln. | 09286403 |
|                | Wohnhaus eines ehemaligen Hakenhofes | Trossiner Straße 2 (Karte) | Bezeichnet mit 1773, ehemals Datierung im Scheitelstein                              | Stattlicher, barocker Putzbau mit markantem Mansardwalmdach, ältestes Gebäude des Ortes, baugeschichtlich und ortsbildprägend von Bedeutung. Datierung nur noch zum Teil erkennbar. Eingeschossig, massiv, abgewalmtes Mansarddach (neue Dachdeckung), an zweiter Giebelseite niedriger Anbau mit Satteldach und hölzernem Treppenaufgang, giebelseitig eingeschossiger niedriger Anbau, Rechteckgaupen mit Holzfenstergewände, traufseitig Mittelrisalit mit Segmentbogeneingang und Schlussstein, Eingangstür mit Oberlicht (erneuert), Rechteckfenster mit Faschen, im Giebel des zweigeschossigen Mittelrisalits zwei Rundfenster mit Faschen, profilierte Traufe. Im Winkel stehende Fachwerk-Scheune wurde abgebrochen. Im Inneren: Haushalle, Holztreppe mit Brettbalustern, zwei Feldertüren, Holzbalkendecken, Fachwerkständerwände, das gesamte alte Raumgefüge noch erhalten. | 09286402 |
|                | Pferdestall (Nr. 5) und Rinderstall (Nr. 4) des ehemaligen Gutshofes Zietenhof                                                                       | Zietenhof 4, 5 (Karte)     | 2. Hälfte 19. Jahrhundert (Rinderstall); um 1870 (Pferdestall)                       | Regionaltypische Wirtschaftsgebäude mit baugeschichtlicher und sozialgeschichtlicher Bedeutung. - Pferdestall: eingeschossiger roter Ziegelstein-Bau, Satteldach, Biberschwanzdeckung, lange Schleppgaupe mit Rundbogen-Ladeluke, Rundbogen-Eingang und Segmentbogen-Eingang mit Oberlicht, Segmentbogenfenster, am Giebel Zwillingsfenster, gestuftes Traufgesims - Rinderstall: zweigeschossig, Erdgeschoss Bruchstein und Ziegelstein, Obergeschoss Ziegelstein, Satteldach, Biberschwanzdeckung, Segmentbogenfenster, ehemals Rundbogentore, heute vermauert, innen Eisensäule, vierschiffiger Stall mit Kreuzgratgewölbe, traufseitig Schauer - Wohnhaus: eingeschossig mit Drempel, massiv, verputzt, traufseitig fünf Fensterachsen, Rechteckfenster, Satteldach, Biberschwanzdeckung, mittige Eingangstür mit Treppenaufgang, alte Putzgliederung (Nutung), Satteldach-Gaupe, rückseitig ehemaliger Eingang mit kannelierten Lisenen | 09286401 |

## Weidenhain
| Bild           | Bezeichnung                                       | Lage                           | Datierung                                                              | Beschreibung | ID       |
| -------------- | ------------------------------------------------- | ------------------------------ | ---------------------------------------------------------------------- | --- | -------- |
| Weitere Bilder | Denkmal für die Gefallenen des Ersten Weltkrieges | Dommitzscher Straße (Karte)    | Nach 1918                                                              | Ortsgeschichtlich von Bedeutung. Abgetreppter Sockel, darüber Quader mit Inschrifttafeln „Es starben den Heldentod:“ und die Namen der Gefallenen, „An Krankheit und Unglücksfall starben:“ und die Namen der Gefallenen, rückseitig erneuerte Inschrifttafel „Zum Gedenken an die Opfer des 2. Weltkrieges der Gemeinde Weidenhain“, flankiert von zwei Kugeln, nach oben verjüngte Sandsteinstele mit eingeritztem Stahlhelm und Wurfgranaten-Relief, Abschluss als Eisernes Kreuz. | 09286381 |
| Weitere Bilder | Kirche mit Ausstattung                            | Dommitzscher Straße (Karte)    | Um 1200                                                                | Romanische Pfeilerbasilika mit Westturm, baugeschichtlich, kunstgeschichtlich und ortsgeschichtlich von Bedeutung. Basilikale dreischiffige Westturmkirche mit Obergaden (Rundbogenfenster), eingezogener quadratischer Chor mit halbkreisförmiger Apsis mit Kegeldach, Biberschwanzdeckung (Kronendeckung), Mittelschiff Satteldach, Seitenschiff Pultdach (Betonziegel), eingestellter Querwestturm auf quadratischem Grundriss, im Glockengeschoss gekuppelte Rundbogenfenster, giebelseitig rundes Ziffernblatt der Turmuhr, oktogonaler Turmdachreiter bzw. barocke Laterne mit Haube, Kugel von Wetterfahne, zwei an der äußeren Südwand eingemauerte Kindergrabsteine (um 1557) und Rundbogeneingang, ebenso an der Nordwand Rundbogeneingang sowie später hinzugefügte Segmentbogenfenster. Innen originale Wandmalerei des 13. Jahrhunderts (1958 bis 1962 freigelegt). Bemerkenswerte Fresken im Innenraum erhalten (Weihekreuze an den Mittelschiffwänden, Hl. Martin an der rundbogigen Triumphbogen-Laibung, Apsis-Kuppel mit Christus als Weltenrichter in der Mandorla im Chor Verkündigungsszene), Holzbalkendecke, Langhaus von zwei Arkaden, Seitenschiffe im Osten gerade geschlossen, im nördlichen Seitenschiff Sandstein-Grabplatte von 1607 mit Halbplastik des kurfürstlich-sächsischen Forstmeisters (mit Hut) Thomas Meissener oder Meißner, der den Kurfürsten August vor einem Bären rettete (1562). | 09286388 |
| Weitere Bilder | Scheune eines ehemaligen Gasthofes                | Dommitzscher Straße 3a (Karte) | 19. Jahrhundert                                                        | Verputzter Bruchsteinbau mit Segmentbogentor, baugeschichtlich von Bedeutung. - Scheune: eingeschossig, massiv, verputzt, Segmentbogentor (Holztor), Satteldach, Biberschwanzdeckung - giebelseitig späterer Saalanbau sowie traufseitig weiterer Anbau (kein Denkmal, Stall ebenfalls kein Denkmal): Segmentbogentür mit Oberlicht, Satteldach, zweigeschossig, massiv, verputzt, Segmentbogenfenster, innen zweischiffig, preußische Kappen und Eisensäulen - Gasthaus mit Saal (Abbruch zwischen 2009 und 2013): zweigeschossig, massiv, verputzt, Rechteckfenster (innen Segmentsturzbögen), steiles Satteldach, Biberschwanzdeckung und Falzziegel, ehemalige Gaststube war in eindrucksvollem Originalzustand erhalten, quadratische Holzsäule in der Raummitte mit profiliertem Sockel und Kapitell, Holzbalkendecke mit profiliertem und abgefastem Unterzug, alte Türen (um 1900), zwischen Gasthaus und Saal alter Keller mit Tonnengewölbe, Treppenhaus Anfang 20. Jahrhundert, originaler Dachstuhl (zum Teil liegend), Holznägel, gezapfte Verbindungen, Dachstuhl vom Saal später verbreitert | 09286394 |
|                | Wohnhaus und Scheune eines Hakenhofes             | Dommitzscher Straße 31 (Karte) | 2. Hälfte 19. Jahrhundert                                              | Als regionaltypischer Lehmbau von baugeschichtlicher Bedeutung. - Wohnhaus: eingeschossiger Lehmbau, verputzt, Rechteckfenster (zum Teil vergrößert), Satteldach (Betonziegel) - Scheune: eingeschossig, massiv, verputzt, Satteldach, Biberschwanzdeckung | 09286383 |
|                | Bärensäule                                        | Dübener Landstraße (Karte)     | Rückseite bezeichnet mit 1562                                          | Regionalgeschichtlich von Bedeutung. Runde Sandstein-Säule auf rechteckigem abgetreppten Sockel, quadratischer Sandstein-Aufsatz mit Relief (Darstellung eines Bären und Baum), Volutenabschluss mit kursächsischem Wappen auf der einen Seite und die Jahreszahl 1562, auf der anderen Seite ein einen Baum erkletternder Bär. Die Sage erzählt, Kurfürst August habe auf der Jagd einen Bären verwundet, und sei, um sich dessen gefährlicher Umarmung zu entziehen, auf einen Baum gestiegen, auf den ihn der Bär verfolgte. Während er sich in Lebensgefahr gegen ihn verteidigte, sei der Förster Thomas Meißner herbeigeeilt und habe durch einen glücklichen Schuss das Ungetüm getötet. Zum Andenken an seine Rettung habe der Kurfürst die Säule setzen lassen. Die Sandsteinsäule wurde anstelle einer alten Eiche 1563 nachweislich gesetzt (an einem Pfingsttag von Weidenhainer Dorfbewohnern, kurfürstlichen Beamten und Stadtherren). | 09286377 |
|                | Wohnhaus eines Dreiseithofes                      | Kleine Maasen 11 (Karte)       | Ende 18. Jahrhundert                                                   | Stattlicher Bau mit Fachwerk-Obergeschoss, baugeschichtlich von Bedeutung. Zweigeschossig, Erdgeschoss massiv, (sehr kräftiges Mauerwerk, evtl. Lehm), Obergeschoss Fachwerk, verputzt, Holztraufe, steiles Krüppelwalmdach, Biberschwanzdeckung, alte Holzfenster. | 09286395 |
|                | Pfarrhaus und Seitengebäude                       | Schulstraße 11 (Karte)         | 2. Hälfte 18. Jahrhundert (Pfarrhaus); 19. Jahrhundert (Seitengebäude) | Ortsbildprägender Fachwerkbau, baugeschichtlich und ortsgeschichtlich von Bedeutung. - Pfarrhaus: zweigeschossig, Erdgeschoss massiv, Obergeschoss Fachwerk, innen originales Treppenhaus, hohes Krüppelwalmdach (Betonziegel), giebelseitig schönes Fachwerk, traufseitig Segmentbogeneingang - Stall: eingeschossig, Satteldach, Biberschwanzdeckung, innen saniert und Dach ausgebaut | 09286379 |

## Tabellenlegende
- Bild: Bild des Kulturdenkmals, ggf. zusätzlich mit einem Link zu weiteren Fotos des Kulturdenkmals im Medienarchiv Wikimedia Commons. Wenn man auf das Kamerasymbol klickt, können Fotos zu Kulturdenkmalen aus dieser Liste hochgeladen werden:
- Bezeichnung: Denkmalgeschützte Objekte und ggf. Bauwerksname des Kulturdenkmals
- Lage: Straßenname und Hausnummer oder Flurstücknummer des Kulturdenkmals. Die Grundsortierung der Liste erfolgt nach dieser Adresse. Der Link (Karte) führt zu verschiedenen Kartendiensten mit der Position des Kulturdenkmals. Fehlt dieser Link, wurden die Koordinaten noch nicht eingetragen. Sind diese bekannt, können sie über ein Tool mit einer Kartenansicht einfach nachgetragen werden. In dieser Kartenansicht sind Kulturdenkmale ohne Koordinaten mit einem roten bzw. orangen Marker dargestellt und können durch Verschieben auf die richtige Position in der Karte mit Koordinaten versehen werden. Kulturdenkmale ohne Bild sind an einem blauen bzw. roten Marker erkennbar.
- Datierung: Baubeginn, Fertigstellung, Datum der Erstnennung oder grobe zeitliche Einordnung entsprechend des Eintrags in der sächsischen Denkmaldatenbank
- Beschreibung: Kurzcharakteristik des Kulturdenkmals entsprechend des Eintrags in der sächsischen Denkmaldatenbank, ggf. ergänzt durch die dort nur selten veröffentlichten Erfassungstexte oder zusätzliche Informationen
- ID: Vom Landesamt für Denkmalpflege Sachsen vergebene, das Kulturdenkmal eindeutig identifizierende Objekt-Nummer. Der Link führt zum PDF-Denkmaldokument des Landesamtes für Denkmalpflege Sachsen. Bei ehemaligen Kulturdenkmalen können die Objektnummern unbekannt sein und deshalb fehlen bzw. die Links von aus der Datenbank entfernten Objektnummern ins Leere führen. Ein ggf. vorhandenes Icon  führt zu den Angaben des Kulturdenkmals bei Wikidata.

## Ausführliche Denkmaltexte
1. ↑  Bockwindmühle Großwig:
Bei der Mühle im Dreiheider Ortsteil Großwig handelt es sich um eine Bockwindmühle. Dieser nachweislich schon seit dem Mittelalter bekannte Typ wird auch als Deutsche Windmühle bezeichnet, da er im deutschen Sprachraum besonders große Verbreitung fand. Das hier zu beurteilende und 1845–1847 wieder aufgebaute Exemplar (der Standort ist älter, da bereits 1703 ein Müller erwähnt wird) besteht wie alle Bockwindmühlen aus dem Bock, dem bedachten Mühlenkasten und dem Flügelkreuz. Der Bock, nach dem die Mühle ihren Namen hat, dient als tragender Fuß der Anlage. Er besteht aus steinernen Fundamenten, dem Schwellenkreuz, dem Bockgerüst (Sturmbänder), dem Sattel und dem Hausbaum. Auf dem senkrecht stehenden Hausbaum ruht, drehbar gelagert, der Mehlbalken. Um diese statisch wesentliche Konstruktion baut sich der Mühlenkasten auf. Wichtig ist auch das am Mühlenkasten befestigte Steert, mit dem man die Mühle in den Wind drehen kann. Der Mühlenkasten der Bockwindmühle in Großwig besteht aus insgesamt drei Böden. Der untere Boden wird vom Hausbaum und vom Mehlbalken sowie einer Quetsche und einem Sichter dominiert, während sich darüber der Rest der technischen Ausstattung, wie zwei Kammräder, Rutenwelle, Stockgetriebe, Sackaufzug, Bremsvorrichtung, Mahlgang und Mischsilo, konzentriert. Die Drehbewegungen der Windmühlenflügel (Ruten) wurden über die Rutenwelle sowie zwei Kammräder und Stockgetriebe auf die beiden Gänge (Mahlgang und Schrotgang) übertragen. Die Denkmaleigenschaft der Mühle in Großwig ergibt sich zum einen aus ihrem exemplarischen Wert für die die Entwicklung der in Deutschland weit verbreiteten Müllerei mit Bockwindmühlen insbesondere im 18. und 19. Jahrhundert sowie zum anderen aus deren Seltenheitswert. Sie gehört zu den wenigen Windmühlen in Sachsen, die sich noch mit weitestgehend kompletter Ausstattung erhalten haben und dadurch die Funktionsweise mehr als andere derartige Objekte anschaulich vermitteln können. In diesem Zusammenhang bemerkenswert sind die zwei erhaltenen Kammräder für Mahl- und Schrotgang (in den meisten Windmühlen, wie in Authausen, Audenhain und Schannewitz, um nur einige zu nennen, gibt es nur noch ein Kammrad). Hinzu kommt die landschaftsgestalterisch Bedeutung, die sie als weithin sichtbare Landmarke besitzt.

Eine Mühle muss schon Anfang des 18. Jahrhunderts in Großwig gestanden haben. Ob sie aus dem 16. Jahrhundert stammt, ist fraglich. Im Jahre 1703 wird erstmals ein Müller im Ort erwähnt. Die damals bestehende Mühle wurde 1760 durch einen Sturm zerstört. Im Neuen Sächsischen Atlas von 1757 (Schenk) findet sich eine Großwiger Mühle, desgleichen auf dem Plan der Schlacht auf den Süptizer Höhen im Jahre 1760. Von 1845 bis 1847 ist die Mühle am heutigen Standort wieder aufgebaut wurden. Ihre derzeitige Gestalt geht wohl im Wesentlichen auf diesen Wiederaufbau zurück, wobei Teile älter sein können. Eine letzte Sanierung erfolgte von 1999 bis 2000. Trotz der neuen Hülle (Verbretterung und Dacheindeckung), des neuen Flügelkreuzes und des eingekürzten Steerts hat sich die Mühle in Großwig weitgehend ursprünglich erhalten. Zu den älteren erhaltenen Teilen gehören der Bock, das Gerüst des Mühlenkastens, die beiden hinteren Ecksäulen, im Inneren die beiden Kammräder, die Rutenwelle und die Technik. Auf dem ersten, unteren Boden (Mehlboden) finden sich neben Hausbaum und Mehlbalken ein Teil der Bremsvorrichtung, eine Quetsche (Walzenstuhl) und ein Sichter. Darüber, auf dem Steinboden und dem Sichtboden, folgen zwei Kammräder, die Rutenwelle oder Haupttriebwelle, das Stockgetriebe (in der Literatur manchmal auch als Spindel bezeichnet), der Sackaufzug, ein Mahlgang mit Rüttelschuh und Einschütttrichter, Reste eines zweiten Mahlgangs (Schrotgang) mit einem weiteren Stockgetriebe, ein Trieur (Reinigungsmaschine), ein weiterer Sichter und ein Mischsilo. Durch Elevatoren/Becherwerke für den Transport des Mahlgutes werden die Böden miteinander verbunden. Ein Teil der jüngeren Technik, wie Quetsche, Sichter und Trieur, sind sicher erst im ausgehenden 19. Jahrhundert oder nach 1900 hinzugekommen. Im Gegensatz zur Ludwigmühle in Authausen, ebenfalls im Landkreis Nordsachsen, sind der Mühlenkasten und das Flügelkreuz nicht mehr drehbar. Unter die am Kasten angebrachten und fast bis zum Erdboden reichenden hölzernen Ecksäulen (heute sind es vier) wurden nach dem Drehen in den Wind Keile geschlagen, um der Mühle einen sicheren Stand zu geben. Mit ihren zwei Kammrädern unterscheidet sich die Mühle in Großwig von vielen anderen Bockwindmühlen. Ab dem 19. Jahrhundert wurde vielerorts ein zweiter Gang eingebaut, um mit den aufkommenden Holländermühlen konkurrieren und zeitgleich unterschiedliche Mahlprodukte herstellen zu können. Dabei erfolgte der Antrieb für den zweiten und zumeist kleineren Gang über ein zusätzliches Kammrad. Eine andere Variante bestand darin beide Gänge nebeneinander zu stellen und über eine senkrechte Königswelle sowie Getriebe von unten zu bewegen.